# Wz.31 (каска)

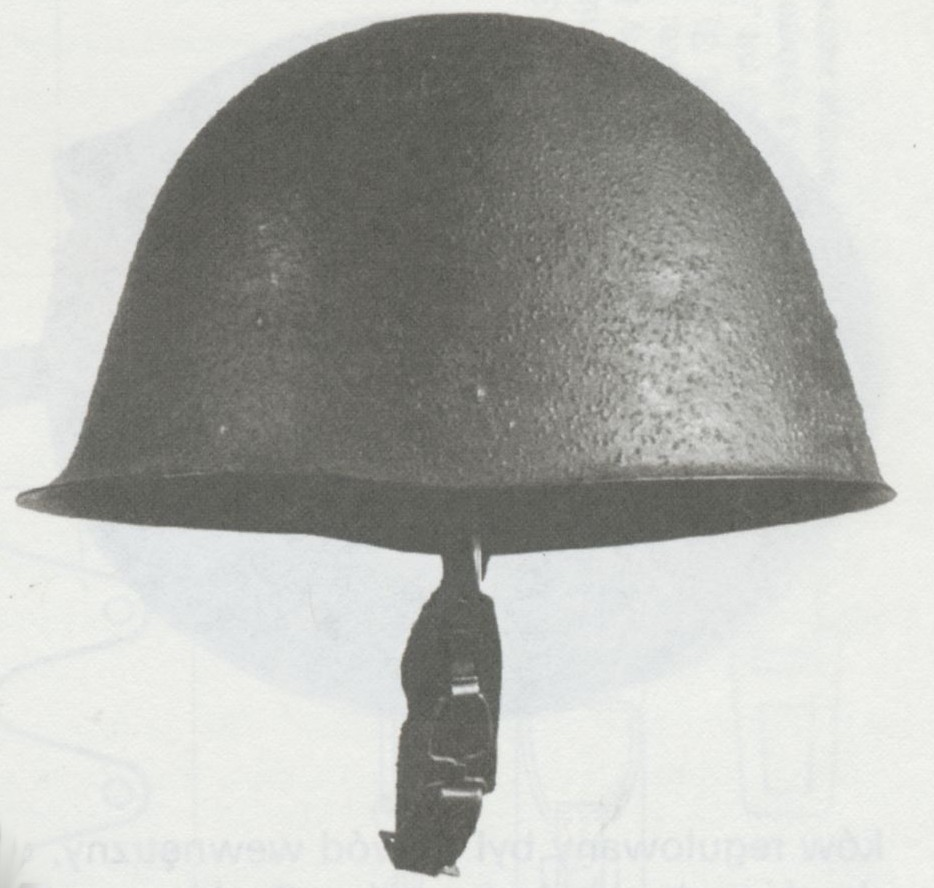
Каска Wz. 31

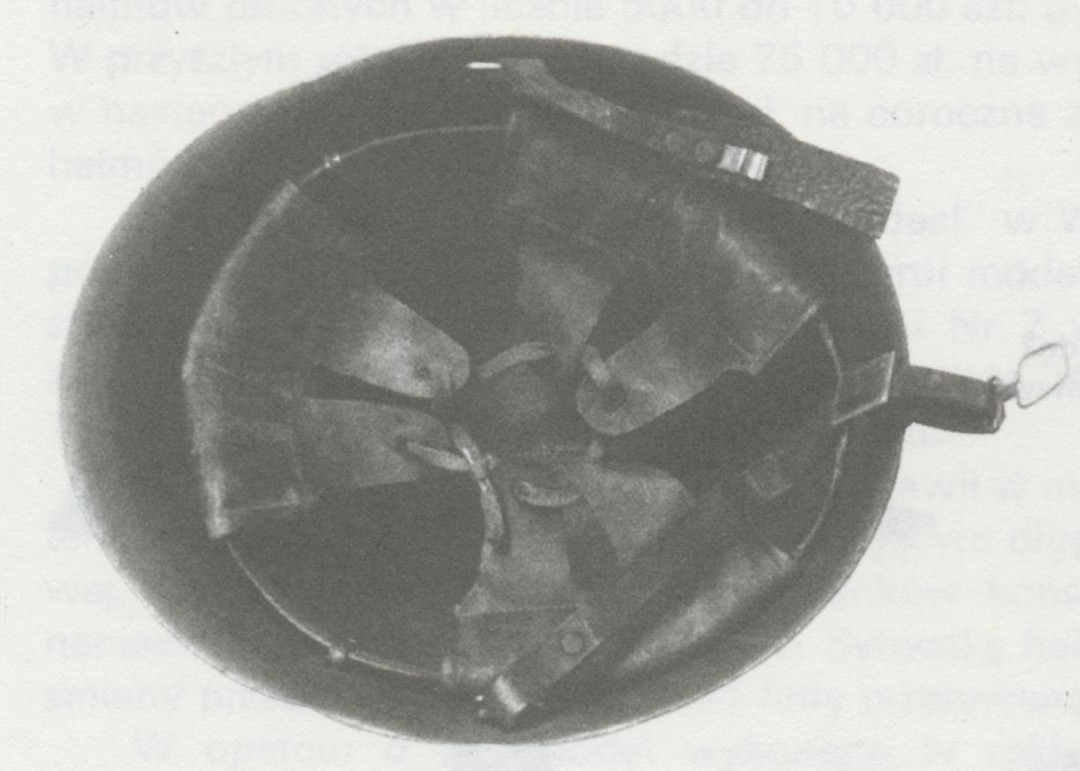
Wz.31 Подтулейное устройство

Каска Wz. 31 (пол. Hełm wz. 31) — польский военный шлем времён Второй Мировой войны.
Шлем был цельным с небольшим подрезом и профилированным козырьком. Покрывался антибликовым лаком типа «Саламандра» или гладким лаком. Он выпускался в цветах хаки, сером, серо-зеленом и темно-синем (последний в полицейских подразделениях, которые также использовали шлемы цвета хаки). Он обеспечивал адекватную защиту от шрапнели, и пистолетных пуль. Вес шлема составил примерно 1,3 кг.

## История создания

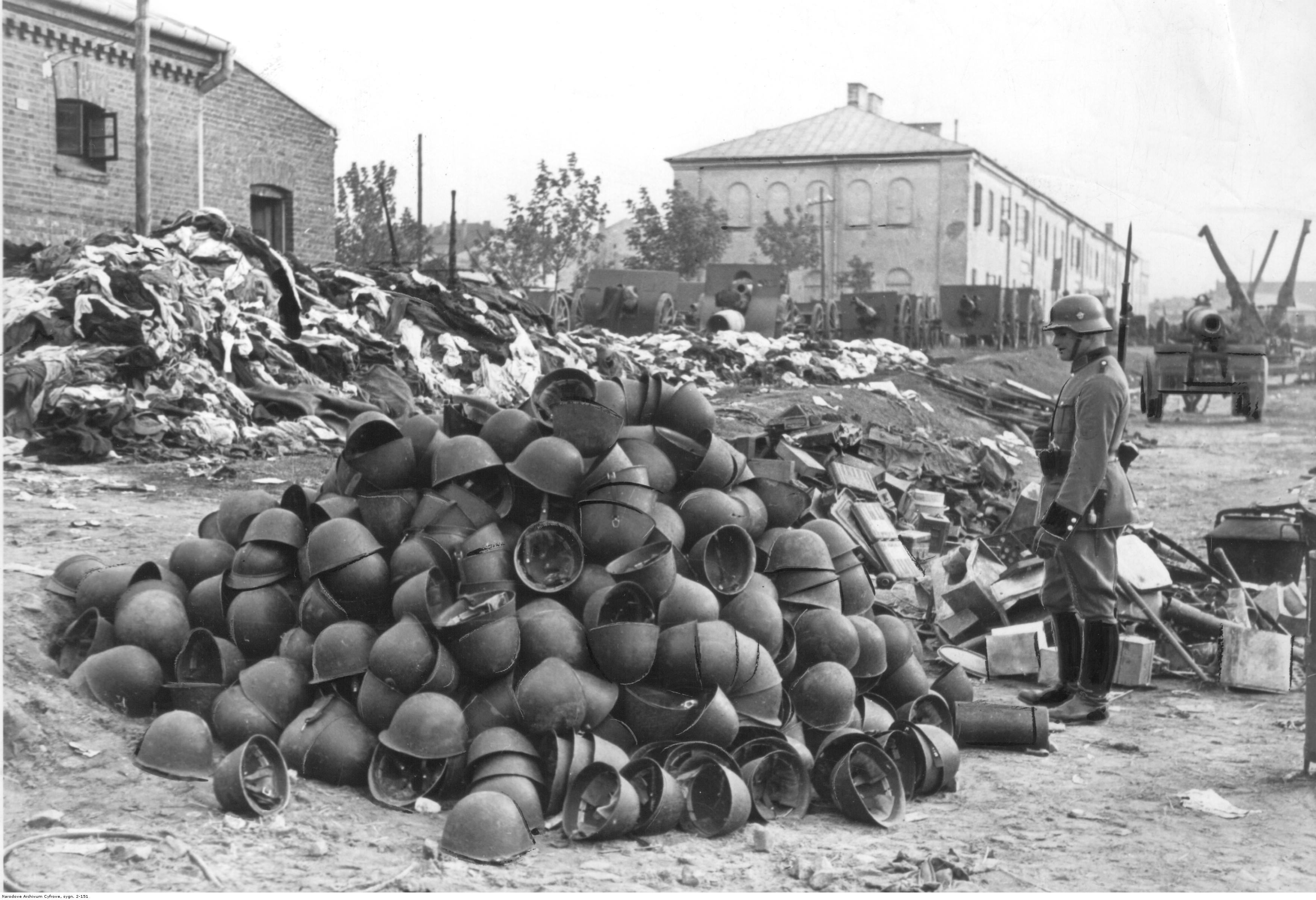
польские каски wz.31 на пункте сбора трофейного имущества (11 октября 1939)

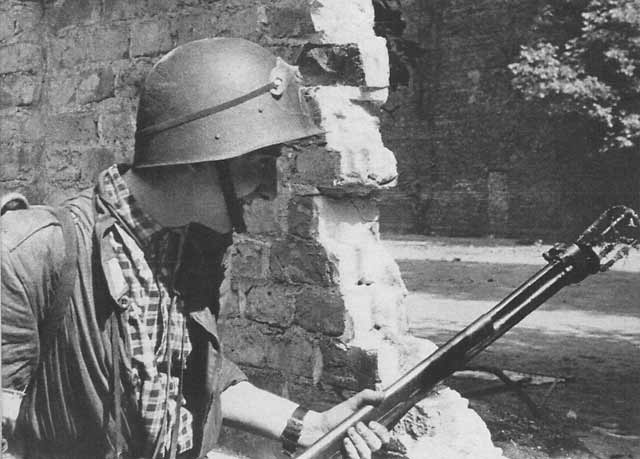
польский повстанец в каске wz.31 во время Варшавского восстания (22 августа 1944)

После окончания Первой мировой войны на вооружении польской армии находилась большое количество шлемов разных стран — от немецких штальхельмов до французских касок Адриана. Поэтому в 1919 началась разработка местного образца.
Первыми этим занимались инженеры института IBMU в Варшаве (ведущий инженер — Леонард Краузе). Однако опыта таких работ не было, поэтому военные обратились за границу. После консультаций была найдена шведская фирма Eskilstuna Stal Pressing AB, которая разработала конструкцию военного шлема и продала лицензию на производство.
Первая партия из 120 шлемов поступила на вооружение Центра подготовки пехоты в сентябре 1932 года. Всего за 7 лет было изготовлено 320 000. Однако серийное производство не покрывало потребностей мобилизованой армии военного времени, поэтому некоторые мотопехотные части начали войну в старых немецких и французских шлемах.
В ходе немецкого вторжения в Польшу в сентябре 1939 года некоторое количество таких касок (вместе с другим военным имуществом польской армии) стало трофеями немецких войск.
На момент окончания войны на складах завода было очень много заготовок для шлемов, которые уже не могли поставлены в армию (стандартным стал советский шлем СШ-39). Однако после некоторых манипуляций с подтулейным устройством шлемы поставили в распоряжение военных учебных заведений.

## Разработка и производство
После провала программы шлема wz. 28 было решено воспользоваться зарубежным опытом. Военные власти выбрали шведский завод «Eskilstuna Stal Pressing AB» в Эскильстуне, куда была направлена специальная комиссия из Департамента вооружения Министерства военных дел. получить информацию о производстве шведских касок. Отчет, представленный после его возвращения, касался технологии строительства шлема и подтулейного устройства. Полученная информация позволила создать основные концептуальные проработки шлема. Новая модель должна была быть основана на шлеме wz. 30, который был выпущен лишь пробной партией.

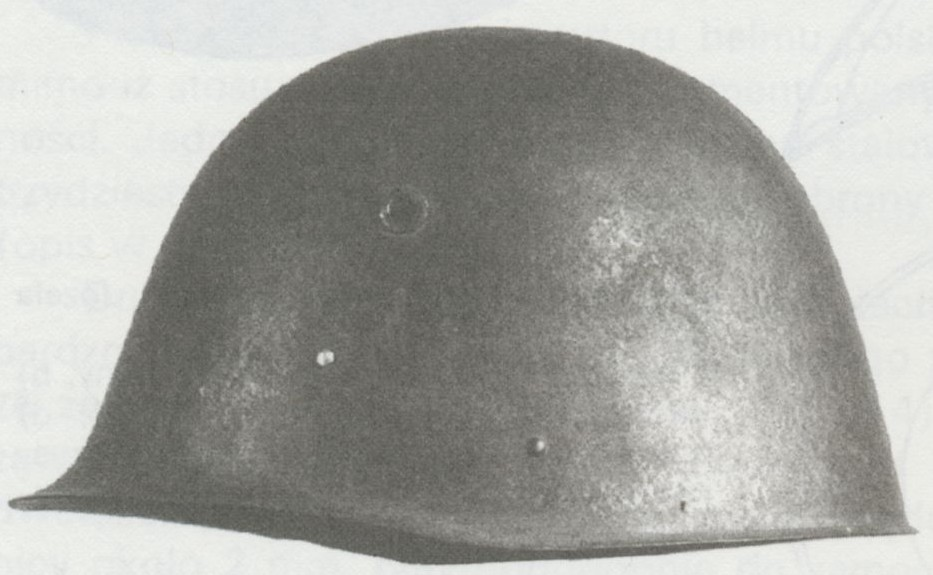
шлем wz. 30.

В 1930 году был размещен заказ на 300 шлемов одного размера, по образцу шлема wz. 30 с модификациями, внесенными после визита в Швецию. Материал для шлема должна была предоставить компания Huta «Pokój» . Заказ был размещен на заводе «Идеал» в Волброме, а конструкция была разработана конструкторским бюро Зброёвни № 2 в Варшаве. По проекту было изготовлено и испытано 300 штук с декабря 1931 года. Также была разработана специальная смесь лака с пробковым наполнителем (испытания с опилками по американскому и британскому образцу успеха не имели). Лак был изготовлен Заводом Пшемыслово-Химичне «В.Карпиньский и М.Лепперт» в Варшаве. Шероховатая поверхность, уменьшающая демаскировку шлема, была запатентована под названием «Саламандра». Испытания шлема прошли успешно. Массовое производство было осуществлено металлургическим заводом «Бисмарк», где готовились стальные листы для касок, а штамповка осуществлялось на металлургическом заводе «Силезия», уже имевшим опыт данного вида производства (он выпускал немецкие каски во время Первой мировой войны).

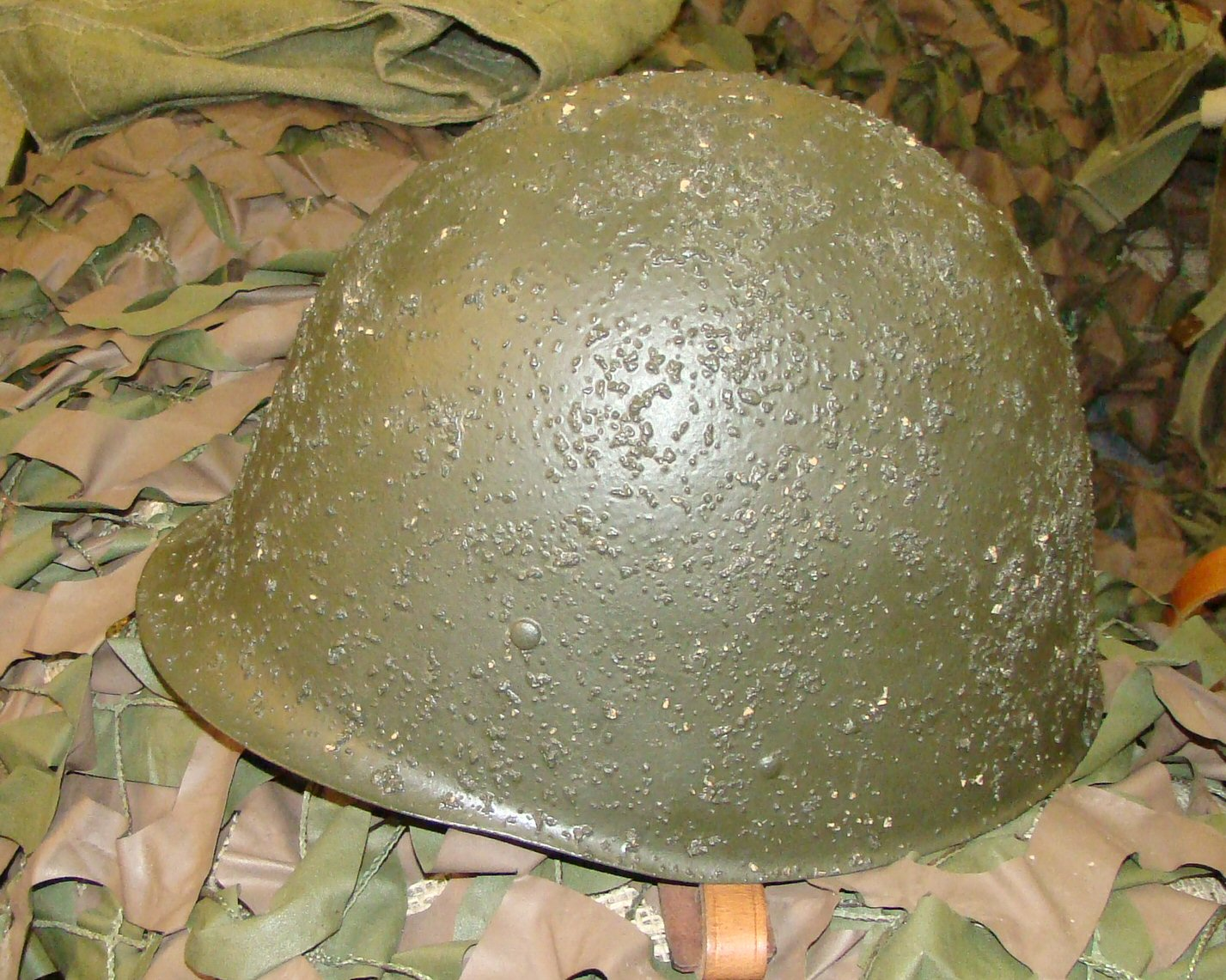
Шероховатая поверхность, уменьшающая демаскировку шлема.

Первые 120 экземпляров серийной серии прошли испытания в сентябре 1932 года в Учебном центре пехоты в Рембертове . В результате испытаний были внесены незначительные изменения размеров и была усилена конструкция. Тогда военные власти объявили тендер на поставку большого количества касок. В результате было подписано соглашение с компанией Huta «Ludwików» в Кельце, которая стала крупнейшим производителем этих касок — на сталелитейном заводе работали напрямую 72 рабочих и производилось 8000 касок в месяц. Листовой металл поставила компания Хута «Бэйлдон» . Заказ был также размещен на Акционерном обществе «Сосновецкий трубно-металлический завод», но он был изготовлен из высокомарганцовистого стального листа, который был дешевле, но делал каски менее прочными. Поэтому одновременно выпускались более как прочные каски (изготовленные из никель-хромомолибденового стального листа) так и менее прочные каски. Испытания этой второй партии были проведены летом 1934 года и приняты в производство.

## Использование

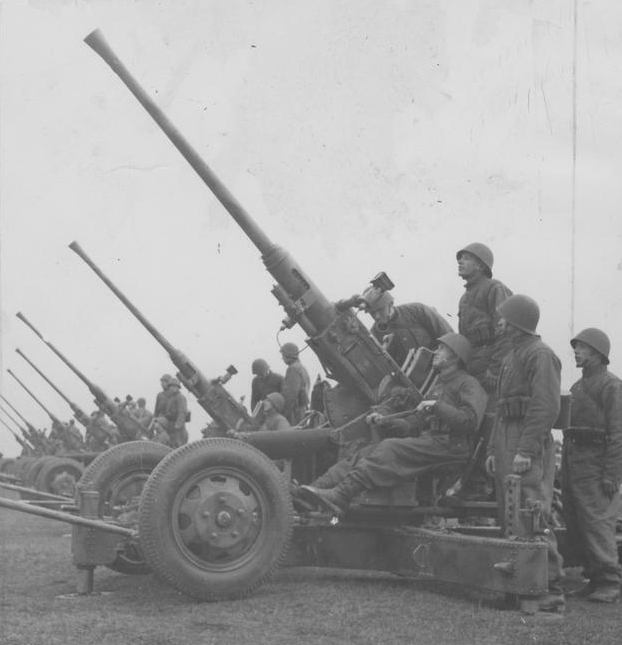
Польские артиллеристы в касках wz. 31 надетых задом наперед.

Первые каски были переданы частям в январе 1933 года. Каска использовалась в пехотных и артиллерийских частях Войска Польского, на Военно-морском флоте, а также в Пограничном корпусе, Пограничной страже (специальная модель), а также Полиции и нескольких подразделений Национальной обороны.
В артиллерии каски носили задом наперед для облегчения наблюдения и эксплуатации прицелов.
Всего до сентября 1939 года их было выпущено около 320 000 штук.
Во время войны немцы захватили часть польских касок и отдали их своим подразделениям Luftschutz (гражданской противовоздушной обороны) и отправили 1000 в Финляндию (во время Зимней войны). Солдаты Красной Армии также время от времени использовали трофейные польские каски. По оценкам, около 200 000 касок были использованы как трофеи.
Bо время оккупации многие польские подпольщики, помимо трофейных немецких касок Stahlhelm, использовали ещё и wz. 31.
После войны каски wz. 31 был включен во вспомогательную экипировку Польской народной армии и время от времени появлялся в различных польских военизированных формированиях. Эти шлемы были приняты на вооружение как wz. 31/50 и отличались от оригинала гладкой зелёной окраской, также имели другое подтулейное устройствo и дополнительные заклепки . Также существовала версия для пожарных, оснащенная гребнем.
Модель шлема, выпускавшаяся во времена Польской Народной Республики wz. 67 по форменапоминает довоенную модель wz. 31, изначально его даже предполагалось покрасить антибликовым лаком «Саламандра», но от этой идеи отказались.

## Варианты
- экспортный . Шлем поставлялся в Испанию и Персию. Отличался только цветом — вместо польского хаки — чёрный.
- wz. 31/50 . Послeвоенный вариант с подтулейным устройством от немецкого штальхельма M1935.

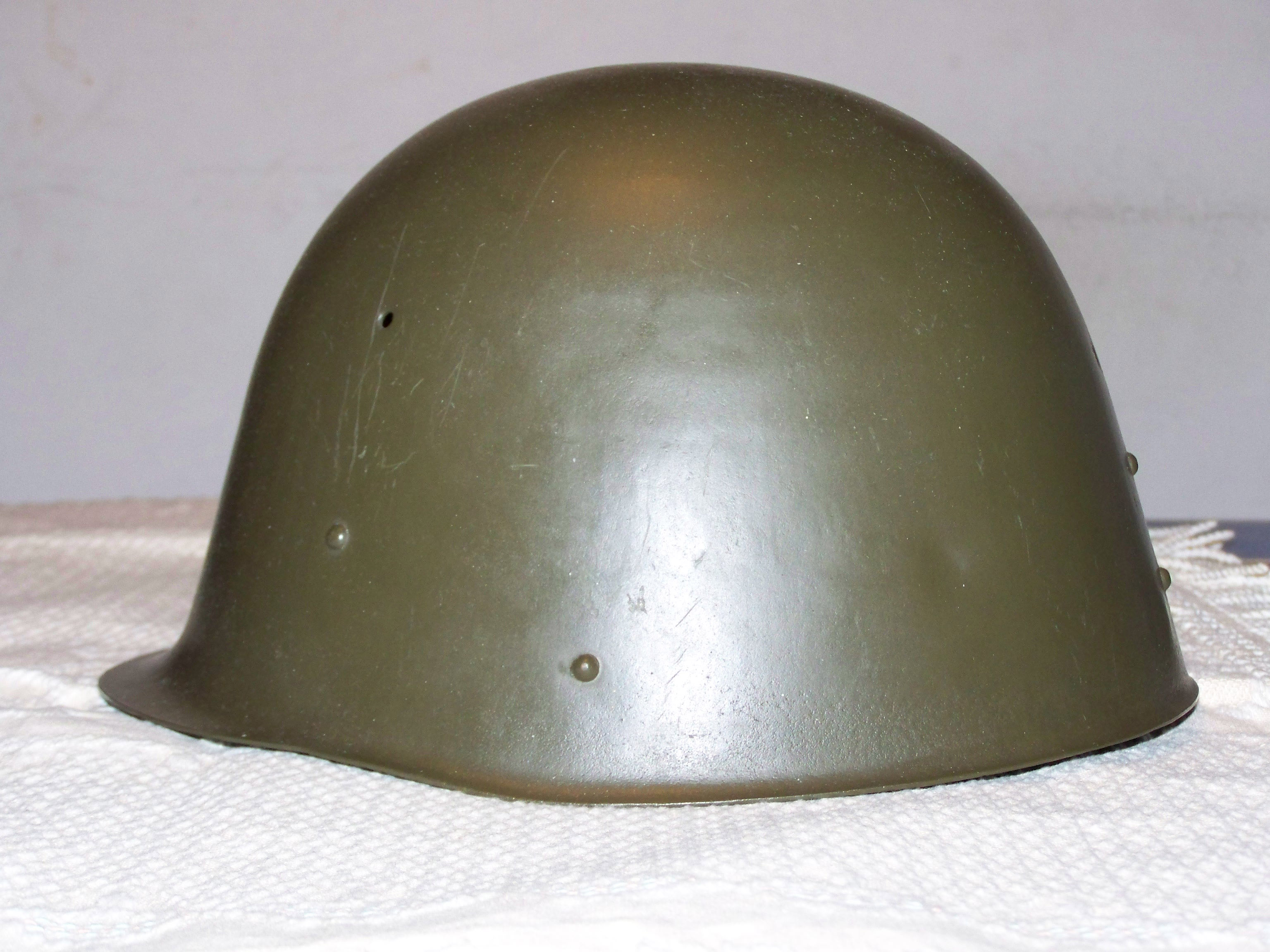
Каска Wz. 31/50

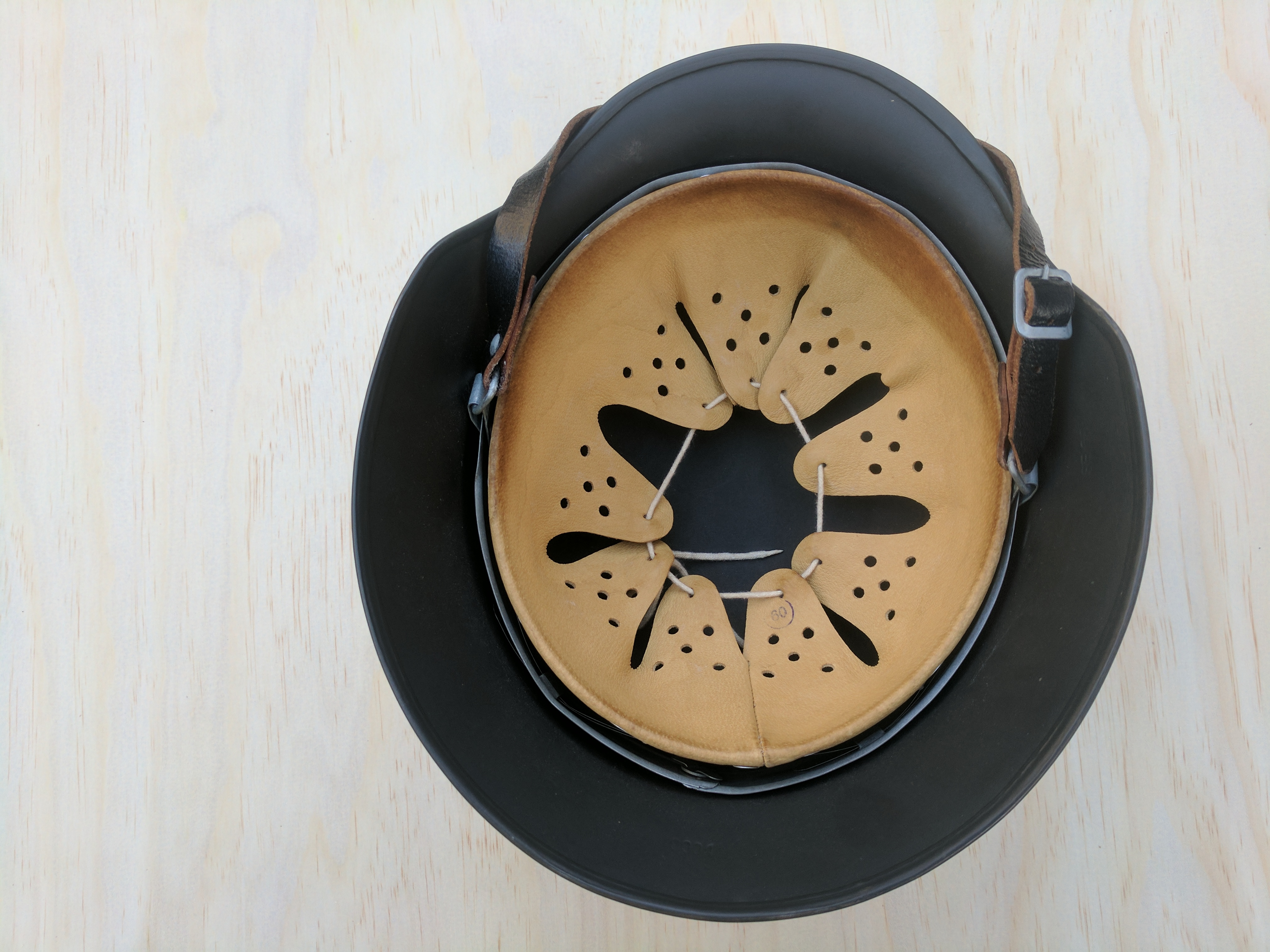
Подтулейное устройство шлемов, единое для M35, M40 и M42.